# Jardin du Pré Catelan
Der Jardin du Pré Catelan ist ein botanischer Garten im Bois de Boulogne, 16. Arrondissement, Paris.

## Geschichte und Namensursprung

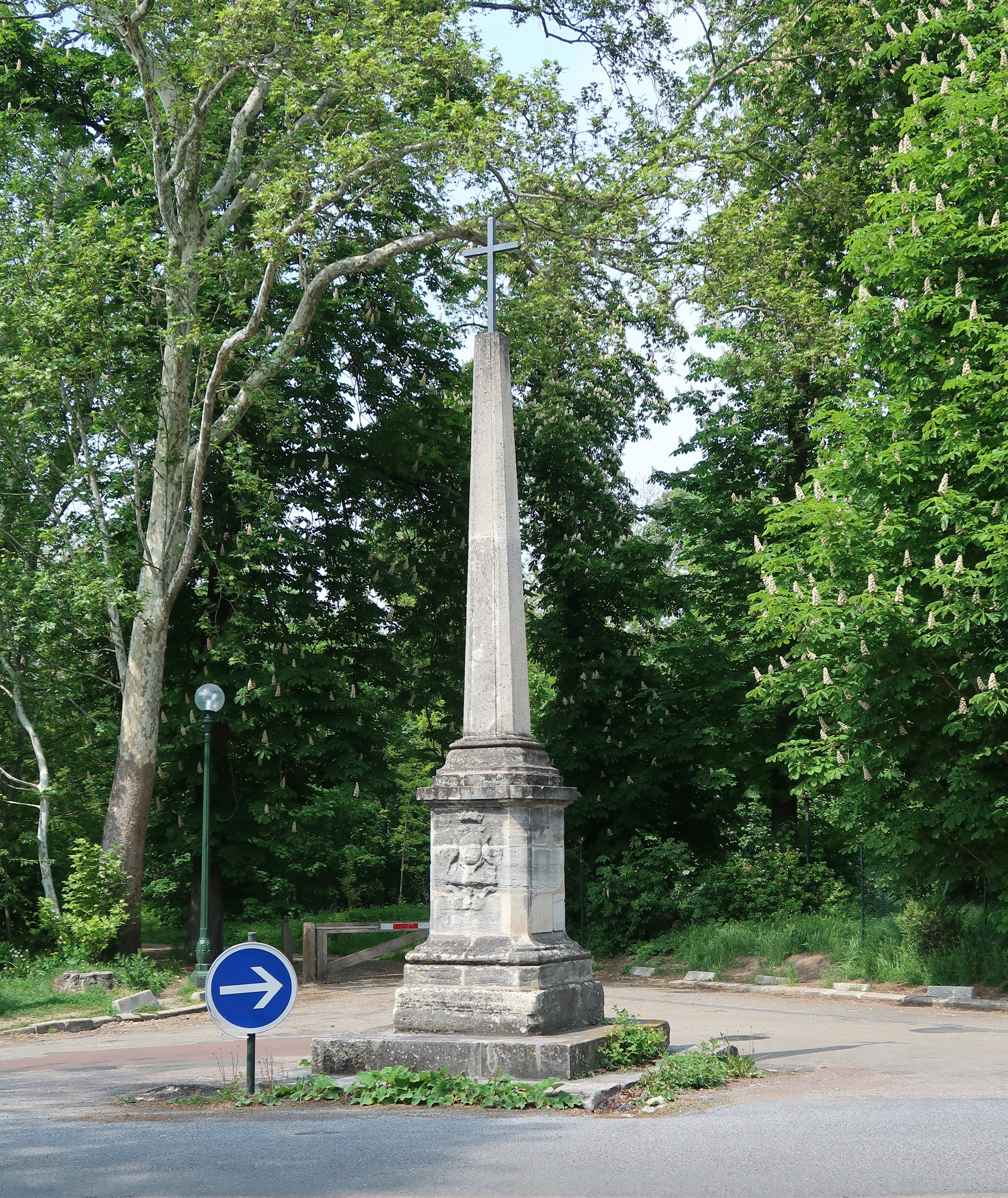
Kreuz am Eingang zum Jardin du Pré Catelan

Nach einer Legende stammt der Name Pré Catelan von einem Troubadour namens Arnault Catelan, der 1312 starb, als er König Philippe le Bel Geschenke von Béatrice de Savoie, der Frau des Grafen der Provence, überbrachte (eine andere Quelle spricht von „Bérengère de Provence“).
Der König hätte gerne seinen Hof unterhalten und hatte die Dame gebeten, ihm diesen berühmten Troubadour zu schicken, der eine große Kiste mit seinen Musikutensilien mitführte. Um ihn sicher durch den Wald (Bois de Boulogne) nach Passy zu bringen, schickte er eine Eskorte. Aber die Soldaten dachten, in der Kiste wäre Kostbares und töteten den Sänger. In Wirklichkeit fanden sie nur Parfums und Elixiere in der Kiste. Die Soldaten wurden bestraft und landeten auf dem Scheiterhaufen. Der König ließ aber am Ort der Tat ein Kreuz errichten.
Die andere Erklärung erscheint jedoch wahrscheinlicher, die besagt, dass der Ortsname an Théophile de Catelan de Sablionnières erinnert, Kapitän der Jagden des Schlosses von Madrid und des Bois de Boulogne unter Ludwig XIV. und Bewohner des Schlosses von La Muettes. Demnach wäre das Croix Catelan zur Erinnerung an diese Person errichtet worden. Tatsächlich wurden damals an den wichtigsten Kreuzungen des Waldes Kreuze aufgestellt, die den Menschen gewidmet waren, die mit seiner Geschichte verbunden waren. sie wurden am 14. Juli 1790 alle zerstört, außer diesem.

### Entwicklung ab dem 19. Jahrhundert
Zwischen 1853 und 1858 diente die Gegend als Steinbruch für das Pflaster der neuen Alleen im Bois de Boulogne. Die Arbeiten fanden in der Zeit der Transformations de Paris sous le Second Empire statt. Als dann die Steinbrüche 1858 aufgegeben wurden, wird der Ort wird von Nestor Roqueplan zu einem Vergnügungspark für Erwachsene gestaltet. 8 Hektar davon werden von Gabriel Davioud und Jean-Pierre Barillet-Deschamps als Landschaftsgarten gestaltet: Es gab einen Konzertsaal, einen Speisesaal, eine Bierschenke, ein Aquarium, ein magisches Theater und sogar ein Kabinett für die Fotografiegeschichte. Die Besucher kamen vor allem, um die hier erzeugte Frischmilch zu trinken, um Vélocipède zu fahren oder um eine Runde in der Manege zu drehen. Das Blumentheater (französisch théâtre des fleurs) war ein Amphitheater mit 1800 Logen von Blumen und Sträuchern umgeben. Als der Betreiber des Parks 1861 Konkurs machte, übernahm die Stadt Paris die Anlage. Die Aktivitäten fanden 1870/71 mit dem Deutsch-Französischen Krieg und dem Aufstand der Pariser Kommune ein Ende; von der Anlage blieb nur der Garten erhalten. Die ehemalige Molkerei wurde zu einem Geräteschuppen.

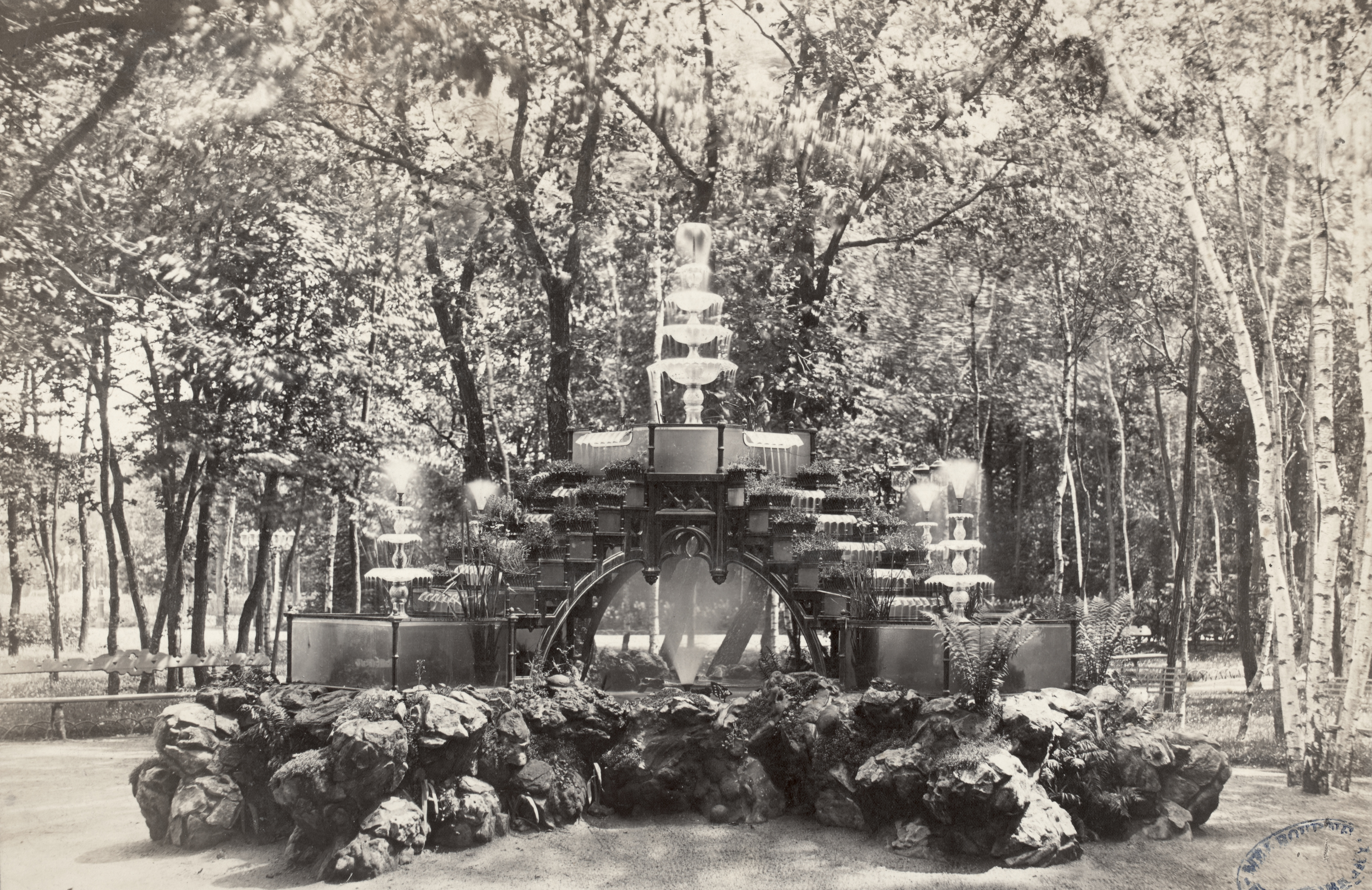
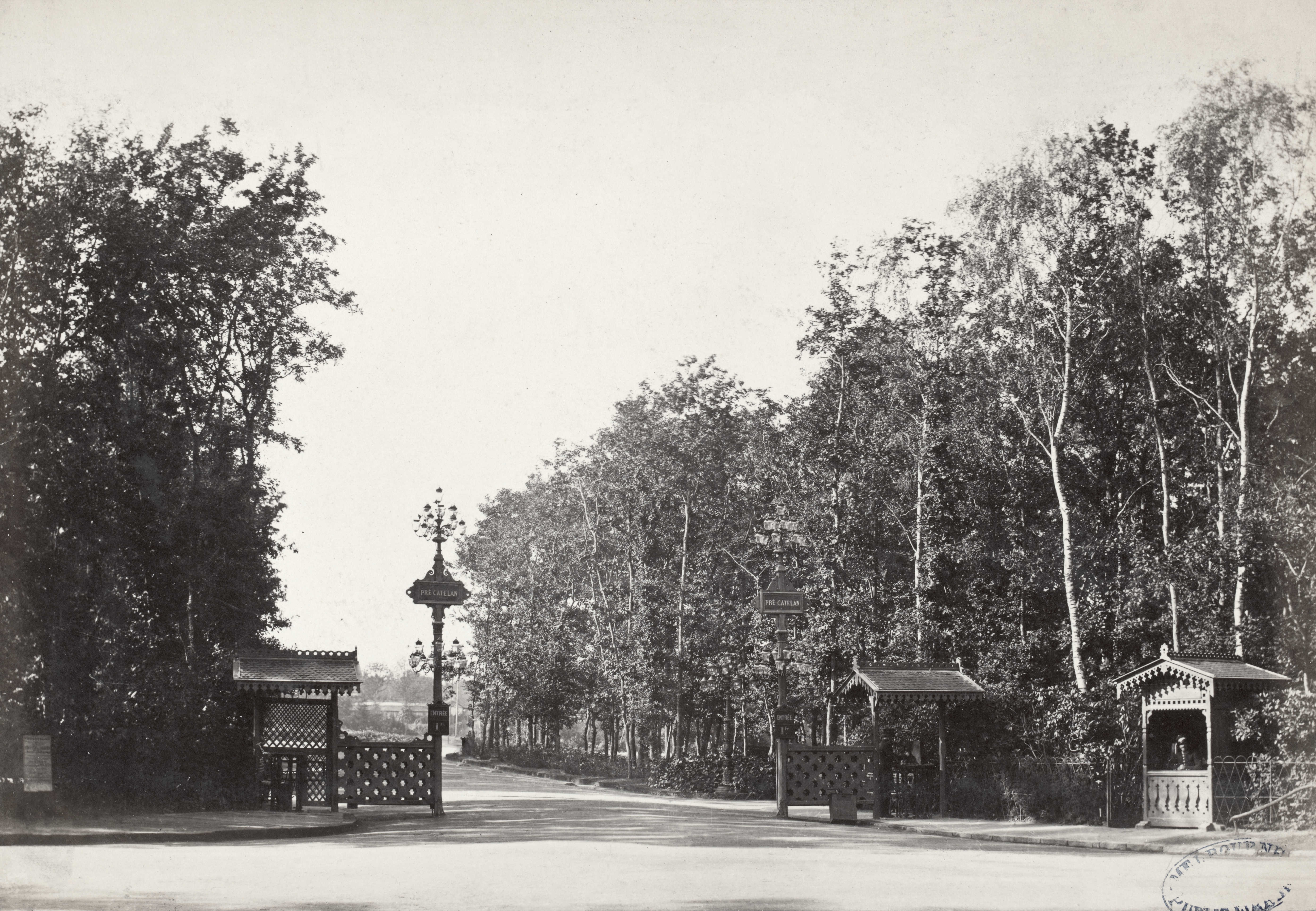
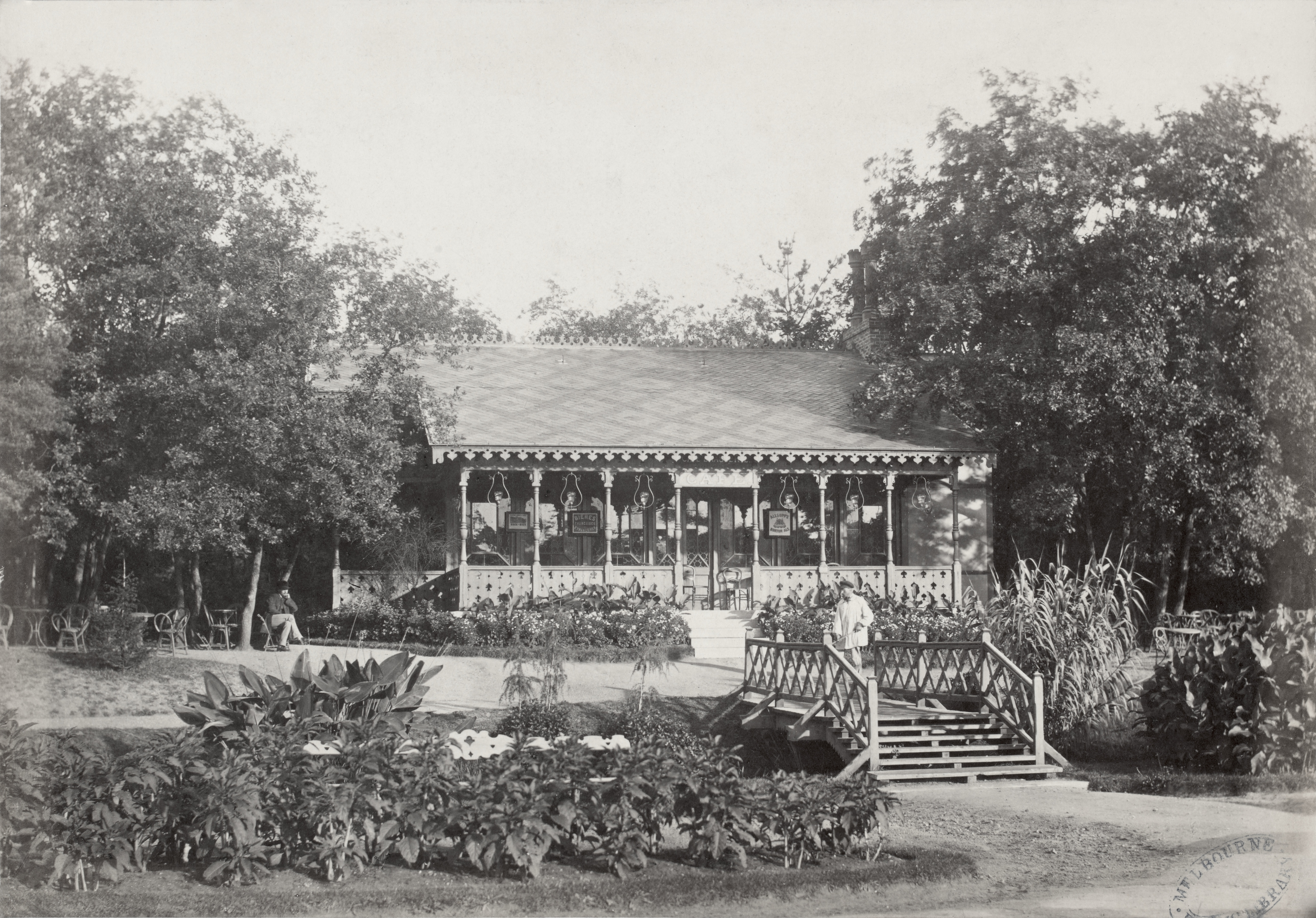
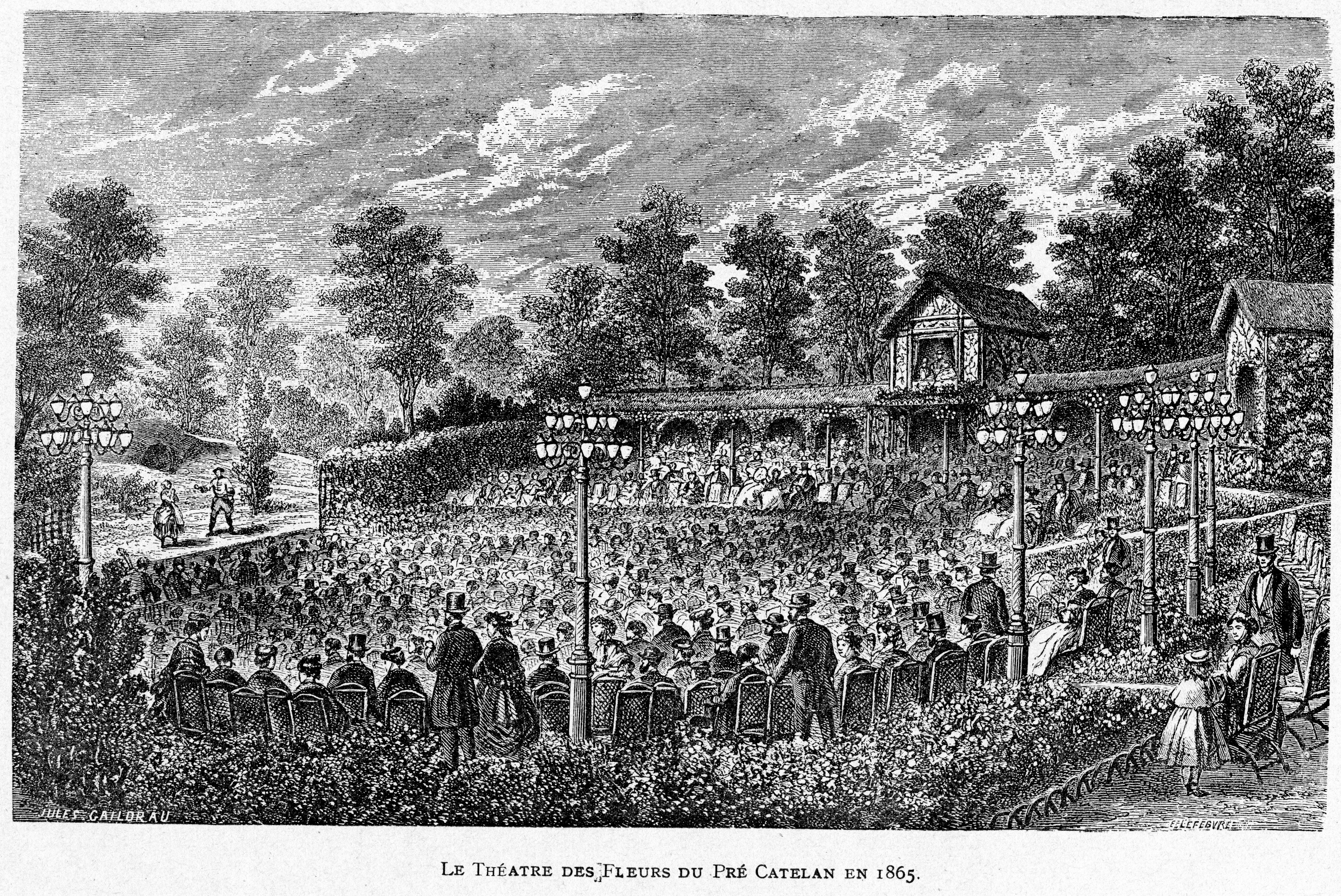

1857 wurde in der Nähe des Croix du Pré Catelan das Chalet de la Croix Catelan errichtet, das untger dem Namen Relais du bois bekannt wurde. Es handelte sich um eine Getränketheke und einen Tabakladen (französisch bureau de tabac); die Anlage wurde stillgelegt. 1886 entstgand in der Nähe die Sportstätte Croix Catelan und 1905 das Restaurant Le Pré Catelan. Die Räume wurden von Caran d’Ache (Malerei) und Jean Victor Badin (Skulpturen) gestaltet. Ab 1976 wurde es von Gaston Lenôtre betrieben.
Das Théâtre des fleurs wird 1953 zum Théâtre de verdure du jardin Shakespeare. Es ist als Themengarten angelegt und bezieht sich auf fünf Stücke von Shakespeare, insbesondere durch eine Auswahl an Pflanzen, die mit seinem Werk verbunden sind (Rosen, Eiben usw.). Im Sommer finden hier Freiluftaufführungen statt.

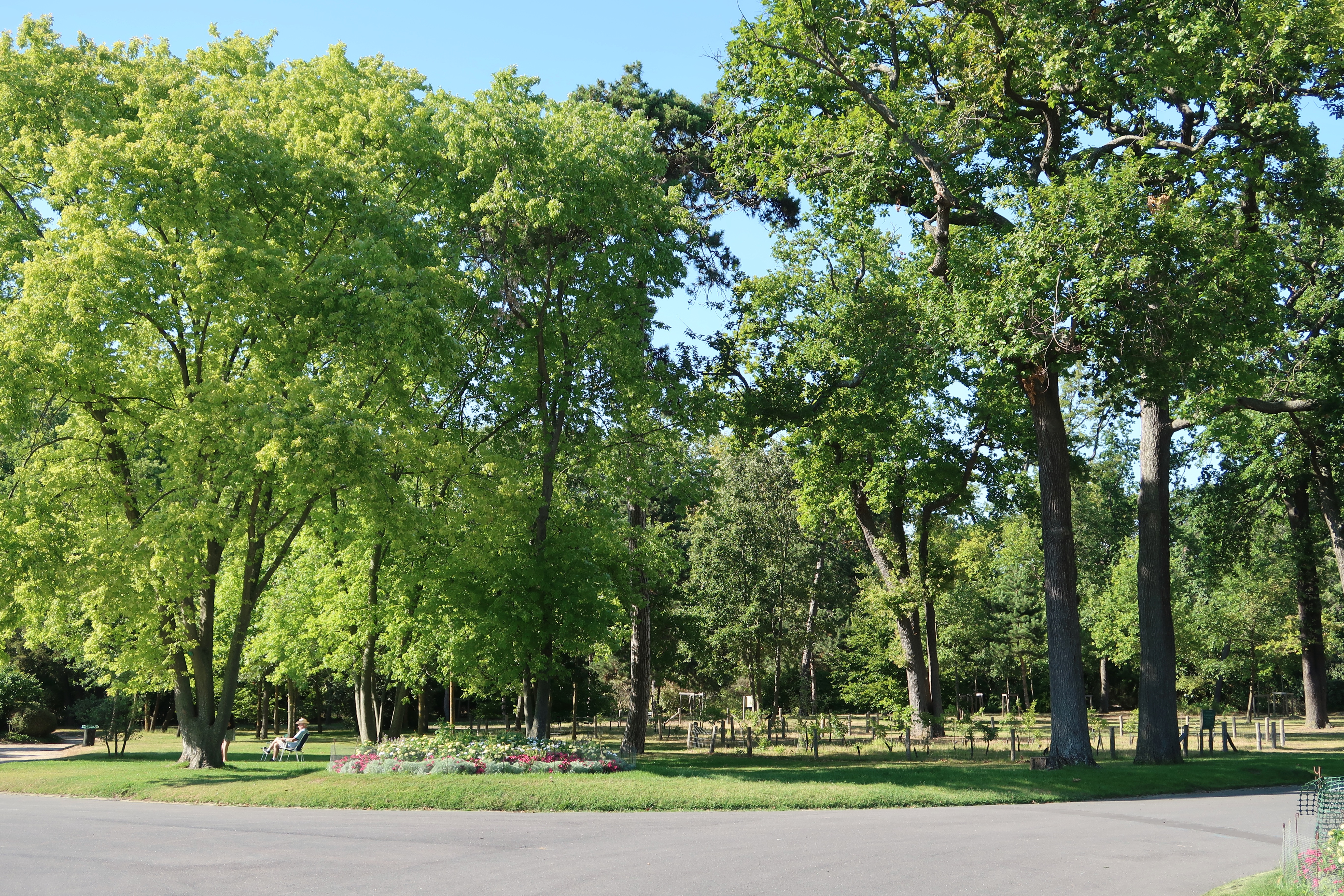
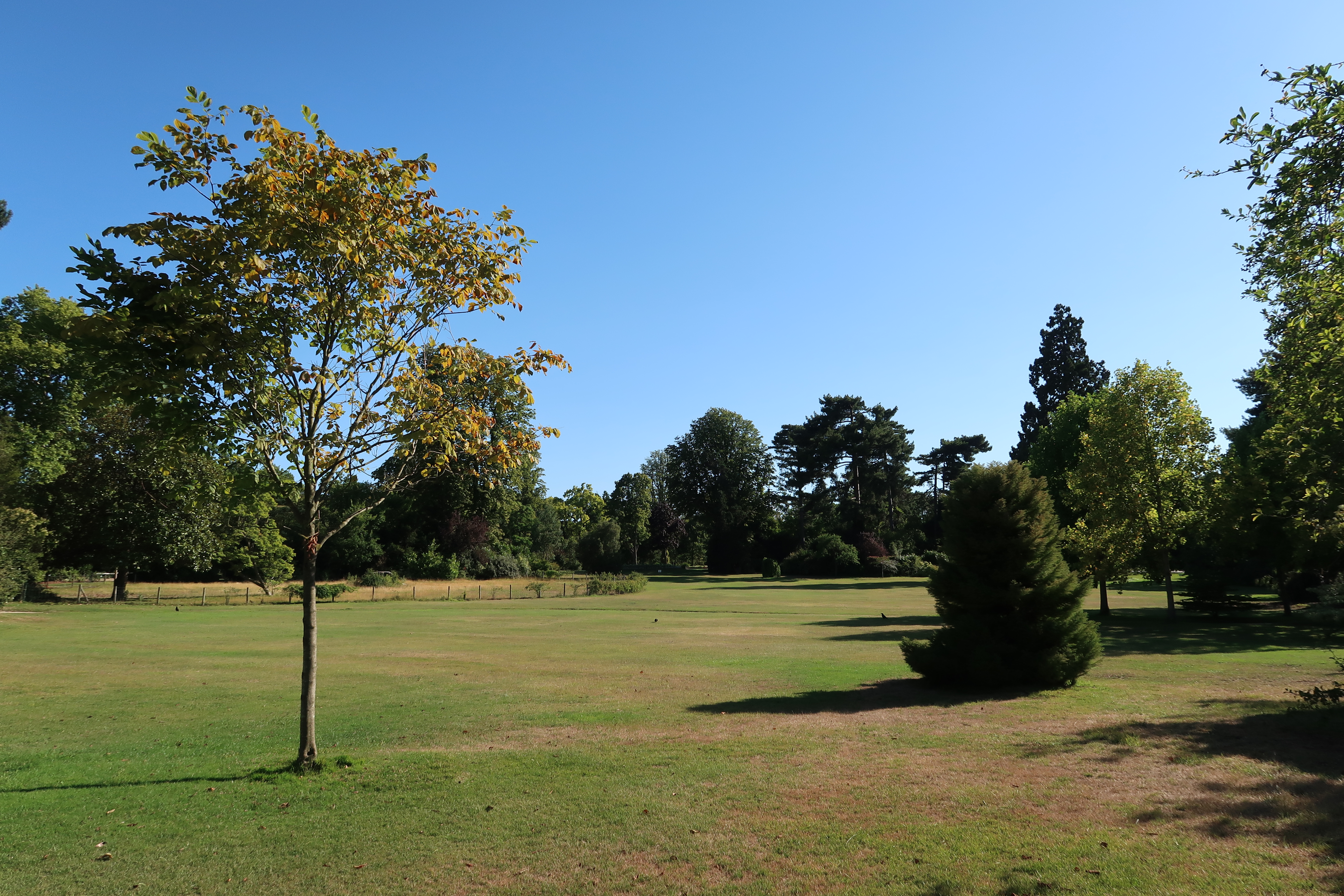
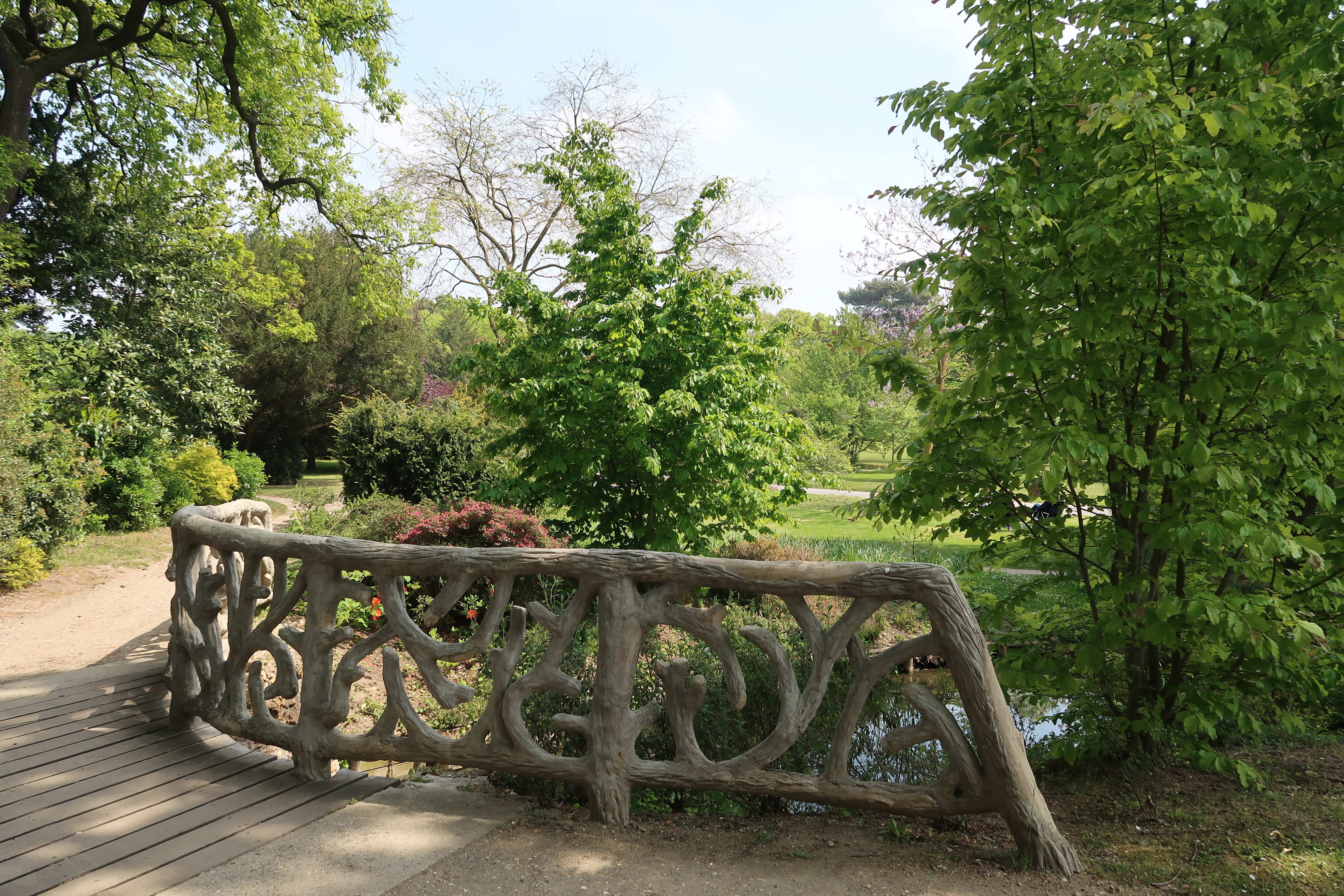
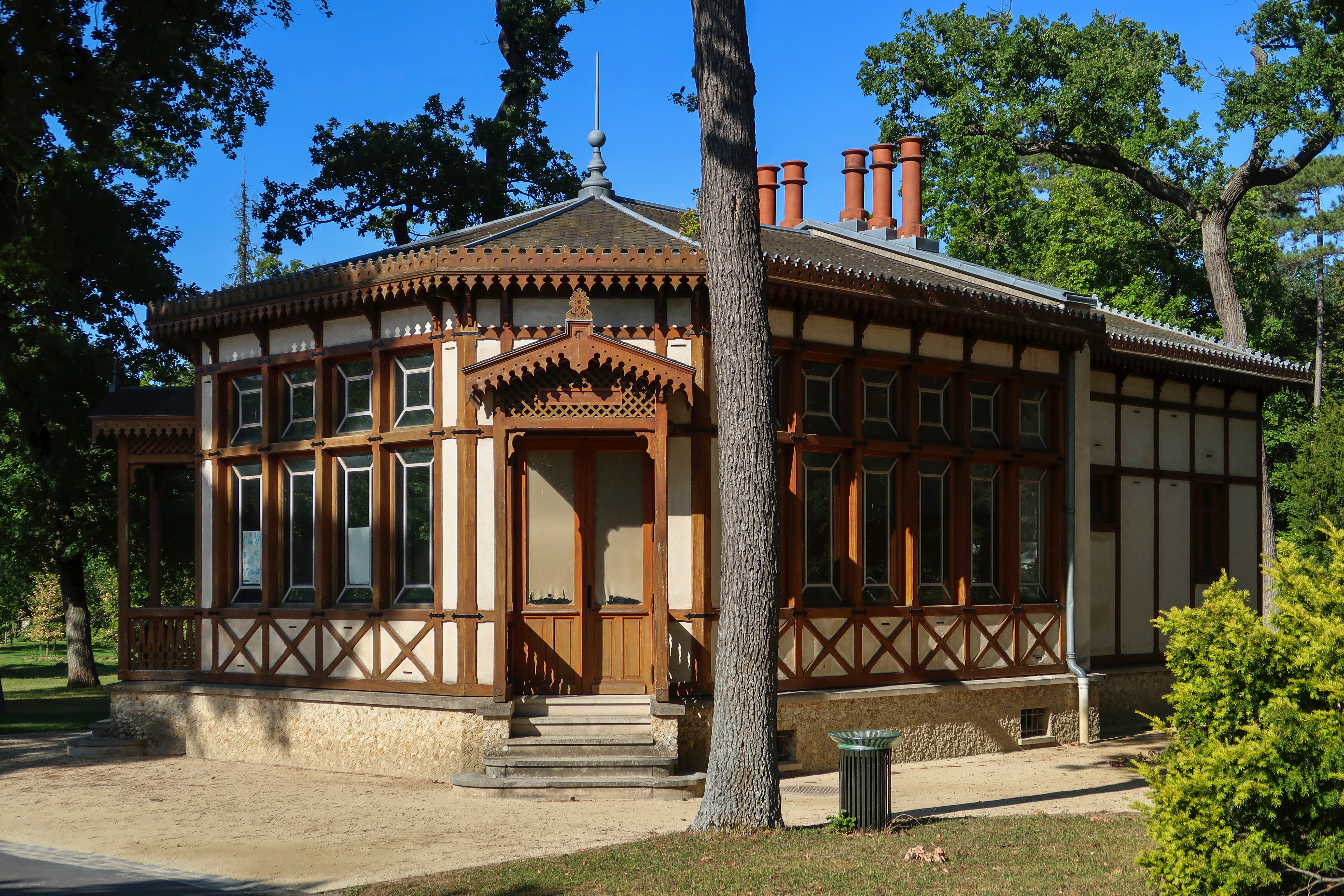

## Besonderheiten

### Bäume
Im Bereich der Anlage stehen besondere und zum Teil sehr alte Bäume: Chilenische Araukarie, Rotbuche (200 Jahre alt), Magnolie oder eine Sequoia (gepflanzt 1872).

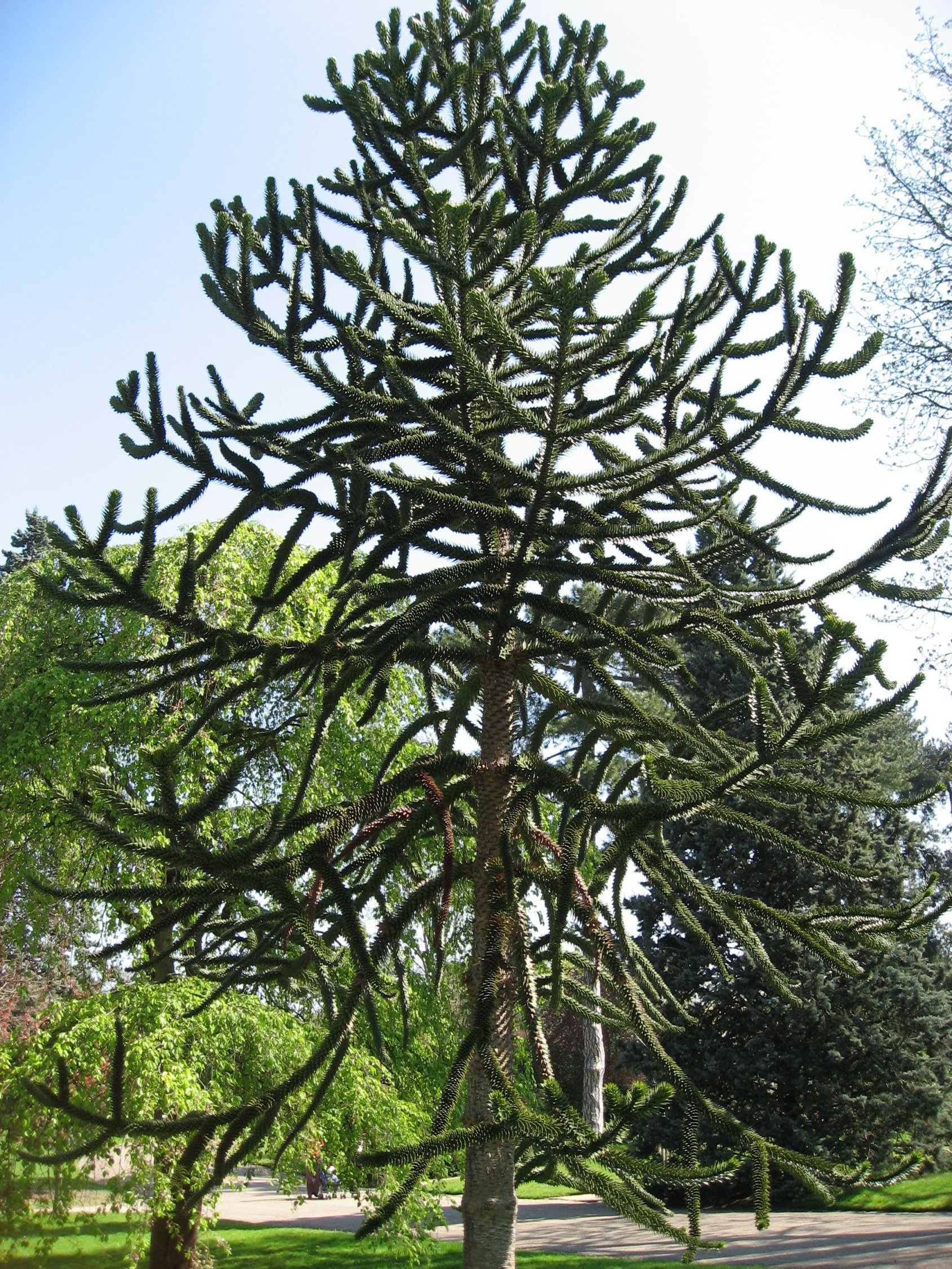
Chilenische Araukarie
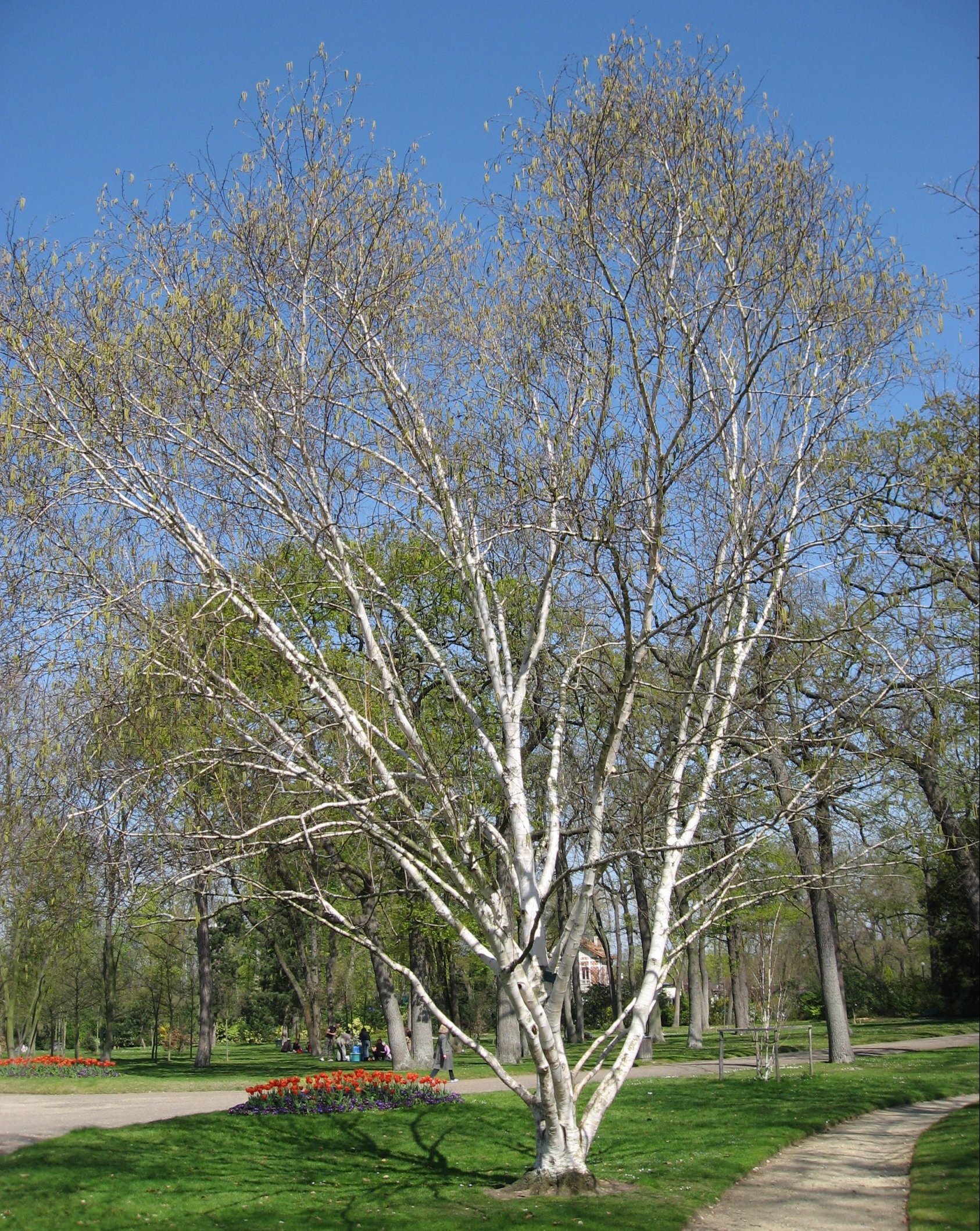
Himalaya-Birke
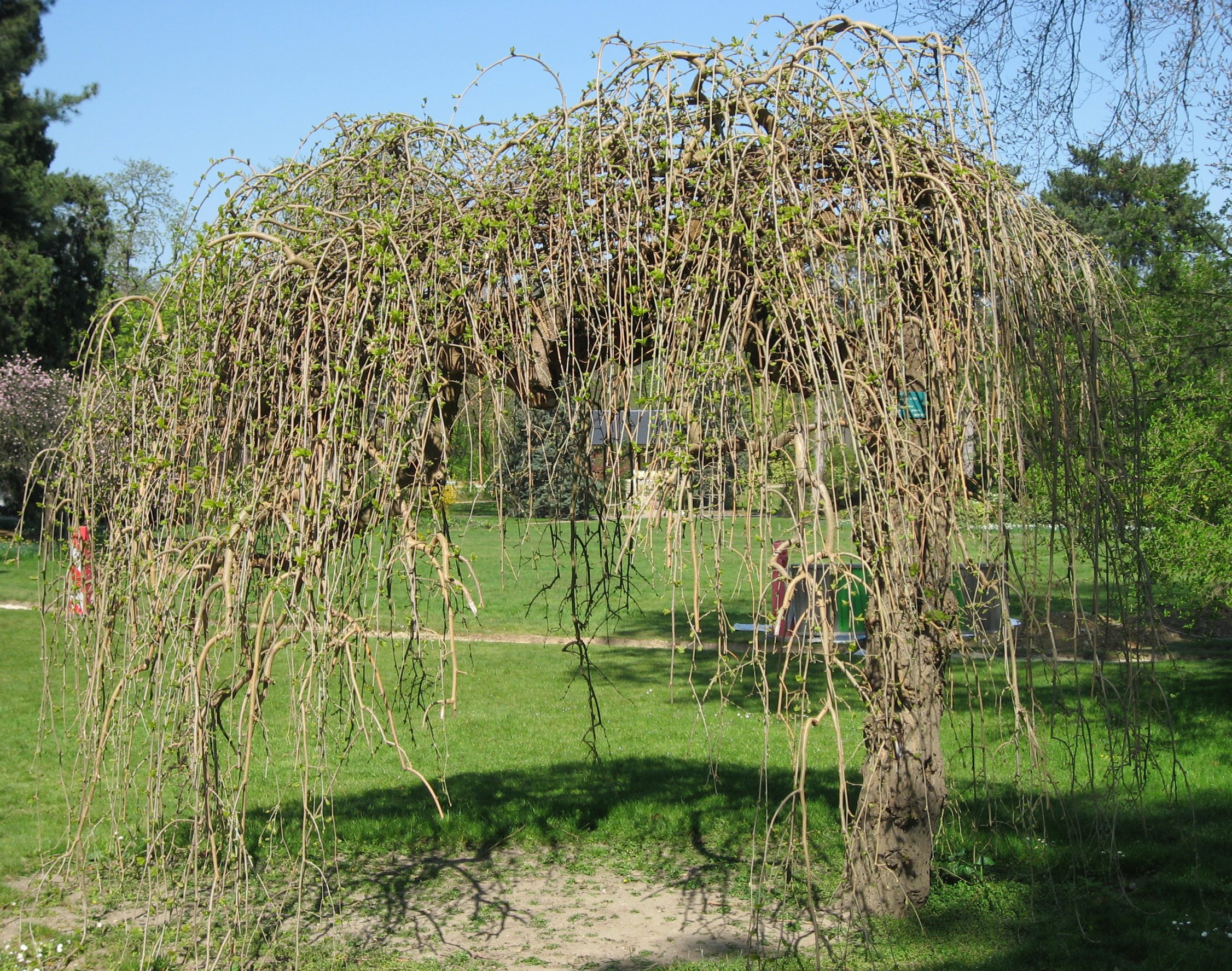
Weiße Maulbeere
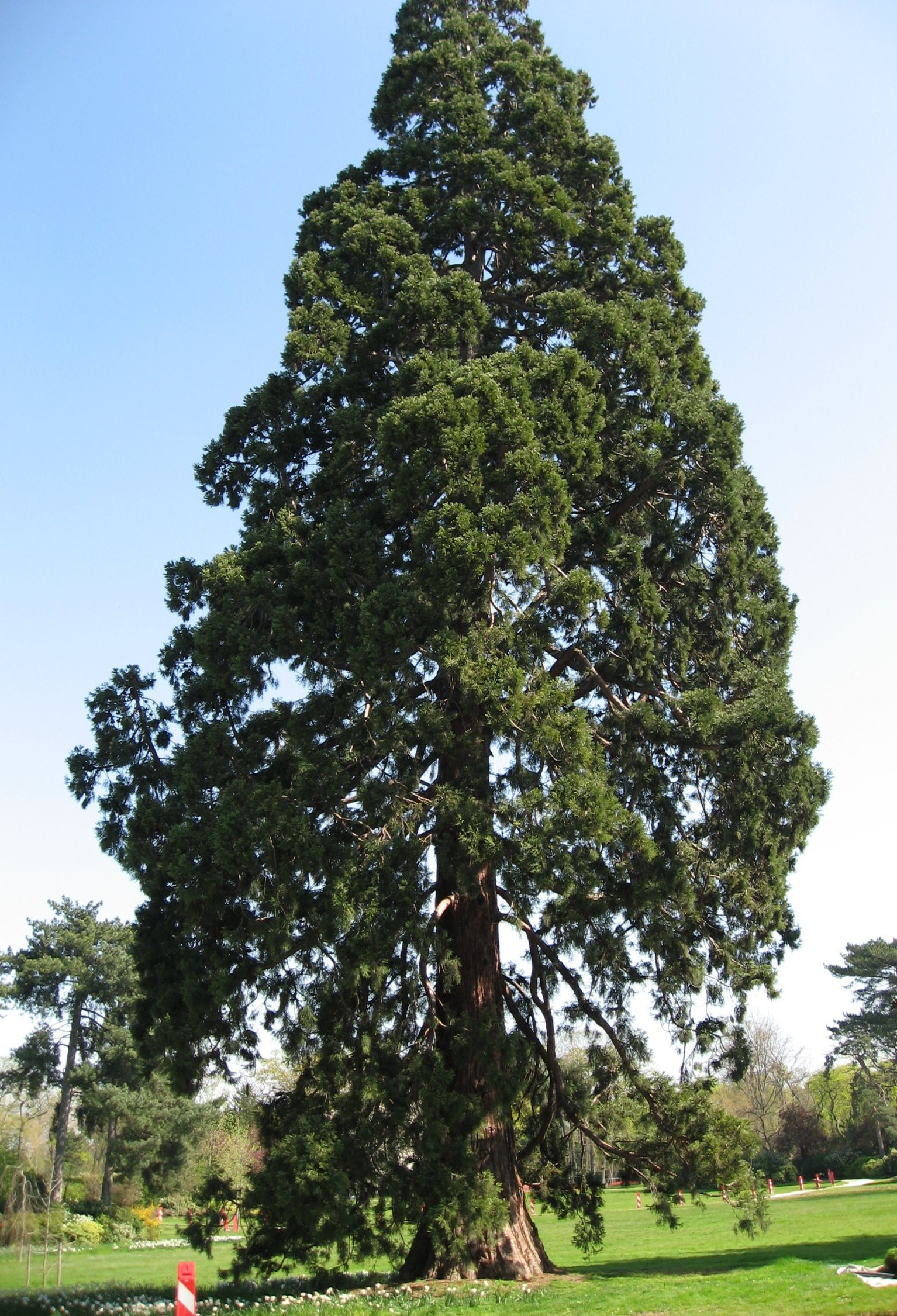
Riesenmammutbaum
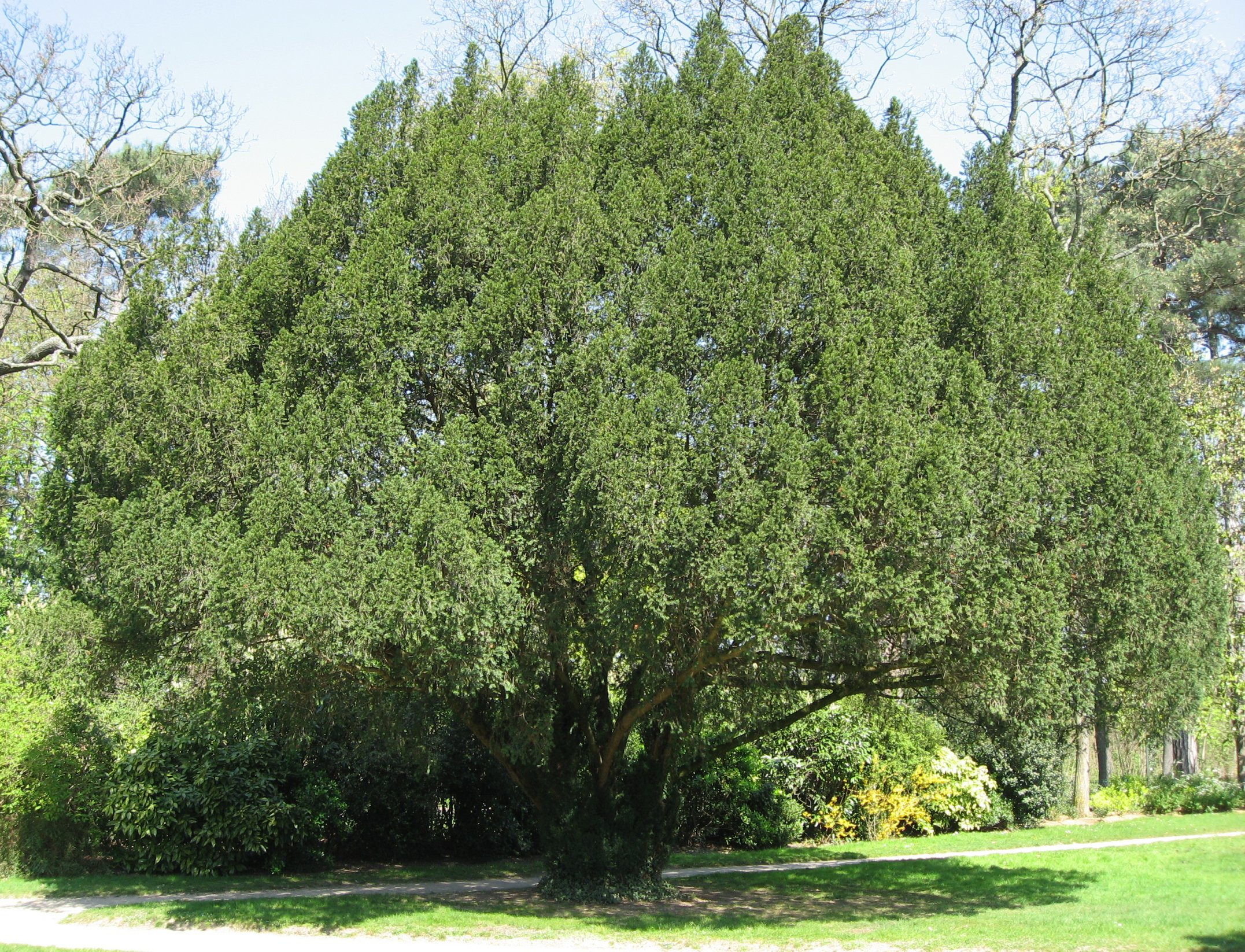
Eibe

### Weiterentwicklung
Die Anlage wurde 1946 unter Denkmalschutz gestellt und 1999 als Monument historique eingestuft. Ab 2002 gehört sie zum Kulturerbe.